# Encarnación
Encarnación, il cui nome completo è Nuestra Señora de la Encarnación de Itapúa, è una città del Paraguay, capoluogo del dipartimento di Itapúa. La città è posta sulla riva destra del fiume Paraná.
È la terza città del paese dal punto di vista economico, superata da Asunción e Ciudad del Este. È infatti un importante polo commerciale, che mantiene forti vincoli con l'antistante città argentina di Posadas, collegata ad essa attraverso il ponte stradale e ferroviario San Roque González de Santa Cruz.

## Geografia fisica

### Territorio
Encarnación è situata sulla sponda destra del fiume Paraná, a 371 km a sud-est dalla capitale nazionale Asunción.

### Clima
La città possiede un clima subtropicale senza stagione secca, con una temperatura media annuale di 22 °C. La media minima mensile è di 17° in giugno, mentre la massima mensile è di 28° a dicembre.

## Storia
La città fu fondata come riduzione il 25 marzo 1615 dal padre gesuita Roque González de Santa Cruz, che verrà in seguito santificato.
Fu anche la città natale di Alfredo Stroessner, dittatore del Paraguay dal 1954 al 1989.

## Società

### Popolazione

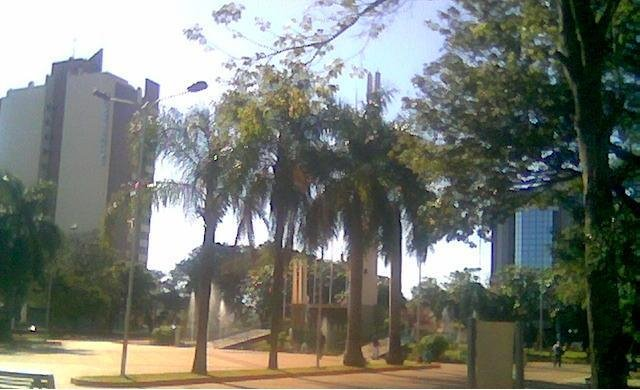
Plaza de Armas ad Encarnación

La città contava una popolazione urbana di 67.173 abitanti al censimento del 2002 (93.497 nel distretto). La sua composizione etnica è piuttosto cosmopolita, con la presenza di significative minoranze; tra di esse si contano tedeschi, ucraini, arabi e giapponesi. La maggioranza della popolazione è comunque composta da meticci di origine spagnola e amerindia.
La sua popolazione ha subito una decisa crescita a partire dalla prima metà del XX secolo, grazie soprattutto all'arrivo di immigrati europei, in particolare ucraini.

### Religione
La città è sede della diocesi di Encarnación, istituita il 21 gennaio 1957 e suffraganea dell'arcidiocesi di Asunción.

## Economia

### Turismo
Encarnación dispone di buone strutture turistiche. Particolare rilevanza nel paese ricopre il suo Carnevale, chiamato Carnaval Encarnaceno, che richiama una grande folla durante i caldi mesi di febbraio.

## Infrastrutture e trasporti
Encarnación è il principale snodo stradale del sud del Paraguay, da qui s'origina infatti la strada nazionale 1 per Asunción e la strada nazionale 6 per Ciudad del Este.